# Cmentarz żydowski w Pniewach
Cmentarz żydowski w Pniewach – kirkut mieści się przy ul. Strzeleckiej, na południe od centrum miasta. Powstał w XIX wieku. W czasie II wojny światowej został zniszczony przez nazistów. Nie zachowała się na nim żadna macewa.